# 马来西亚地质博物馆
地质博物馆 (马来语: Muzium Geologi)是一个位于马来西亚霹靂州怡保的博物馆。

## 历史
此博物馆与1955年进行奠基仪式，由苏丹伊里利斯沙二世主持。该博物馆于1957年竣工开放。在第九个马来西亚计划下，该博物馆于2009年开始进行了装修和提升，有更多空间可容纳更多展览品。2011年11月1日重新开放。

## 建筑
该博物馆占地面积343m2。该建筑属于怡保矿物和地球科学部的一部分。

## 展览
该博物馆分为七个展览区，包括博物馆历史、地球历史、恐龙、矿物、采矿活动、矿物勘探、地质灾害等。

## 运营时间
该博物馆每日开放，入场免费。